# Epicauta strigosa
Epicauta strigosa är en skalbaggsart som först beskrevs av Leonard Gyllenhaal 1817.  Epicauta strigosa ingår i släktet Epicauta och familjen oljebaggar. Inga underarter finns listade i Catalogue of Life.